# Радослав Батак
Радослав Батак (Нови Сад, 15. август 1977) бивши је црногорски фудбалер и садашњи фудбалски тренер.

## Играчка каријера
Батак је поникао у млађим селекцијама фудбалског клуба Металац (садашњи ФК Софекс) из Футога где је наступао за пионирску и омладинску екипу. Године 1992. прелази у новосадску Војводину, где са кадетском екипом осваја кадетски куп Југославије савладавши у финалу са 2:0 екипу Црвене звезде (Станковић, Лалатовић, Лазетић) на стадиону ЈНА.
Након те утакмице следи позив за кадетску репрезентацију, коју је у то време предводио Слободан Сантрач. Наредне године, у Подгорици, са омладинском екипом ФК „Војводина“ осваја и омладински куп Југославије, овога пута савладавши екипу подгоричке Младости бољим извођењем пенала. У регуларном делу било је 0:0.
Наредне три године проводи на „каљењу“ и то по сезону у сваком клубу: ЧСК Челарево (1995/96), Младост Апатин (1996/97), и Врбас (1997/98), са којим је изборио пласман у другу Савезну лигу и то под вођством тренера Николе Пеце Ракојевића, који је имао значајну улогу у даљем развоју његове фудбалске каријере, а касније и тренерске.
После повратка са одслужења војног рока (2000. године) у јесењој полусезони наступа за екипу ФК Графичар, а у пролећном делу 2001. године се устаљује у сениорској екипи Војводине. До 2003. године наступа на 74 утакмице (2 гола) за Војводину. Током 2003. године прелази у Динамо из Москве (62 утакмице – 3 гола), а 2005. године у Анкараспор и ту се задржава наредне четири године.
У сезони 2009/10. наступа за екипу Анталијаспора, а затим прелази у Могрен са којим осваја титулу првака Црне Горе у у сезони 2010/11. Играчку каријеру због учесталих повреда завршава 2012. године у казахстанском Тоболу.
За фудбалску репрезентацију Црне Горе наступа у периоду од 2007. до 2011. године на 25 утакмица и постиже један гол.

## Тренерска каријера
По завршетку играчке каријере, посветио се тренерском позиву. Радио је као помоћни тренер у тајландским клубовима Бурирам јунајтед и Сисакет, да би 23. априла 2017. преузео Војводину. На клупи новосадског клуба се задржао до 30. јуна исте године, када је смењен након утакмице против Ружомберока у квалификацијама за Лигу Европе. Он је на 12 утакмица остварио учинак од пет победа, четири ремија и три пораза, уз гол разлику 10:8.
У фебруару 2020. је постављен за тренера Радничког из Ниша, а са ове функције је смењен 6. октобра исте године. Месец дана касније је постављен за тренера Новог Пазара. Водио је клуб до 24. фебруара 2021, када је добио отказ. У септембру 2021. је по други пут постављен за тренера Радничког из Ниша. Са екипом Радничког је такмичарску 2021/22. завршио на четвртом месту Суперлиге Србије чиме је изборен пласман у квалификације за Лигу конференције. По окончању ове сезоне, Батак је напустио Раднички.
У фебруару 2023. по други пут је постављен за тренера новосадске Војводине. Добио је отказ у августу исте године након четири узастопна пораза на почетку такмичарске 2023/24.

## Трофеји

### Могрен
- Првенство Црне Горе (1): 2011/11.